# Tresserre
Tresserre (katalanska: Tresserra) är en kommun i departementet Pyrénées-Orientales i regionen Occitanien i södra Frankrike. Kommunen ligger i kantonen Les Aspres som tillhör arrondissementet Céret. År 2022 hade Tresserre 1 171 invånare, vilket år 2015 hade ökat till 1 043.

## Befolkningsutveckling
Antalet invånare i kommunen Tresserre
| Referens: INSEE |